# Bitwa nad Bzurą (1914)
Bitwa nad Bzurą 1914 – bitwa stoczona w okresie 19 listopada – 20 grudnia 1914 roku pomiędzy wojskami niemiecko-austriackimi  i wojskami rosyjskimi podczas I wojny światowej 1914-1918.
Po braku sukcesu w bitwie pod Łodzią wojska niemieckie ponowiły próbę frontalnego ataku aby pokonać wojska rosyjskie w  Polsce i zepchnąć je za Wisłę. Po otrzymaniu sześciu  nowych dywizji z Francji, wojska 9 Armii niemieckiej gen. Augusta von Mackensena i Grupy Operacyjnej gen. Remusa von Woyrsch przeszły do natarcia na kierunku łódzkim. Główne uderzenie było prowadzone na 1 Armię rosyjską gen. Aleksandra Litwinowa i 2 Armię rosyjską gen. Władimira Smirnowa. Po ciężkich walkach w rejonie Bzury Niemcy zepchnęli wojska  rosyjskie za Łódź nad  rzekę Rawkę. Następnie do natarcia na Rosjan przeszła z południa austro-węgierska 1 Armia gen. Victora Dankla i od 5 grudnia na całej linii Frontu Zachodniego toczyły się zacięte walki zwane także  „bitwą na czterech rzekach” (Bzura, rzeka Rawka, Pilica i Nida). W walkach toczonych na przemian w obronie i kontratakach, wojska rosyjskie odparły ataki Niemców na rzece Rawka i zepchnęły Austriaków za Nidę.
„Bitwa na czterech rzekach” była toczona z niezwykłą zaciętością i pochłonęła znaczne straty po obu stronach. Straty armii rosyjskiej wyniosły ok. 200 tys. żołnierzy. Szczególne straty Rosjanie ponieśli w stanie oficerskim, co miało znaczny wpływ na walki w 1915. Straty 9 Armii niemieckiej wyniosły ok. 100 tys. żołnierzy. Po nieudanym natarciu frontalnym na wojska rosyjskie w Polsce, dowództwo niemieckie przeszło do operacji skrzydłowych (operacja karpacka, mazurska operacja, bitwa przasnyska).